# Impotenti esistenziali
Impotenti esistenziali è un film del 2009 diretto da Giuseppe Cirillo.

## Trama
Giuseppe, psicologo e professore di educazione sessuale, pensa di essere il castigatore della società contro l'ipocrisia. Un giorno, in un club privé, incontra Francesca, moglie di Riccardo, e ha con lei una relazione.